# Üzenet a mobilon
Az Üzenet a mobilon (eredeti cím: Message in a Cell Phone) 2000-ben bemutatott egész estés amerikai film, amelyet Eric Hendershot írt és rendezett. A zenéjét Ramón Balcázar szerezte, a producere Steele Hendershot és Karri O'Reilly volt, a Pure Entertainment készítette. Amerikában 2000-ben mutatták be a mozikban, Magyarországon pedig 2001-ben adták ki VHS-en.

## Szereplők
| Szereplő | Színész          | Magyar hang |
| -------- | ---------------- | ----------- |
| Chase    | Nick Whitaker    | ?           |
| Mac      | James Laub       | ?           |
| Jeremy   | Robbi Merrill    | ?           |
| Felix    | Terry Taylor     | ?           |
| Harry    | Terry Taylor     | ?           |
| Jess     | Jan Broberg Felt | ?           |
| Mitchell | Doug Caputo      | ?           |